# Javier Bosma
Francisco Javier Bosma Mínguez (ur. 6 listopada 1969 w Roses) – hiszpański siatkarz plażowy, medalistka igrzysk olimpijskich i mistrzostw Europy.

## Życiorys
W 1994 Bosma zdobył srebrny medal na mistrzostwach Europy w Almeríi w parze z Santim Aguilerą. Z Sixto Jiménezem reprezentował Hiszpanię igrzyskach olimpijskich 1996 w Atlancie. Odpadli w ćwierćfinale po przegranej z Amerykanami Doddem i Whitmarshem. Ponownie wicemistrzem kontynentu został w 1999 na turnieju rozgrywanym w Palma de Mallorca. Wówczas jego partnerem był Fabio Díez, z którym wystąpił również na igrzyskach 2000 w Sydney. Hiszpanie przegrali w meczu ćwierćfinałowy z niemiecką parą Ahmann / Hager. Cztery lata później raz kolejny wystąpił na igrzyskach. W Atenach zagrał w parze z Pablo Herrerą. W fazie grupowej zwyciężyli we wszystkich pojedynkach, po czy dotarli do finału, w którym ulegli Brazylijczykom Rego i Santosowi.
W turniejach FIVB występował od 1992, a CEV od 1992. W całej swojej karierze tryumfował w dwóch turniejach, po jednym w obu organizacjach, oba w parze z Herrerą. Ostatnie mecze rangi międzynarodowej rozegrał w 2006.